# レナード・J・エドワーズ
レナード・J・エドワーズ （Leonard J Edwards、 1941年1月29日 - ）は、カナダ出身の官僚、外交官。元駐日カナダ大使。

## 来歴
1941年1月29日カナダメルフォートにて生まれる。サスカチュワン大学にて歴史学の修士号をおさめる。

## 家族
- 既婚者。妻、マーガレット・ドナルド・エドワーズとのあいだに、子供二人をもうけた[1]。
- 1978年、カナダ、オタワ生まれフォークソングのシンガーソングライターであるキャスリーン・エドワーズ（英語版）は、彼の娘である[2]。